# Drăgănești (gmina w okręgu Prahova)
Drăgănești – gmina w Rumunii, w okręgu Prahova. Obejmuje miejscowości Bărăitaru, Belciug, Cornu de Jos, Drăgănești, Hătcărău, Meri i Tufani. W 2011 roku liczyła 4941 mieszkańców.

## Współpraca
Miejscowość partnerska:
- Ottignies-Louvain-la-Neuve, Belgia